# Campionati tedeschi di sci alpino 1973
Ai Campionati tedeschi di sci alpino 1973 furono assegnati i titoli di discesa libera, slalom gigante e slalom speciale, sia maschili sia femminili.

## Risultati
| Specialità      | Uomini               | Donne            |
| --------------- | -------------------- | ---------------- |
| Discesa libera  | Edmund Eisele        | Irene Epple      |
| Slalom gigante  | Christian Neureuther | Rosi Mittermaier |
| Slalom speciale | Hansjörg Schlager    | Rosi Mittermaier |